# CB Dollaway
Clarence Byron "CB" Dollaway (Mount Gilead, 10 de agosto de 1983) é um lutador de MMA estadunidense, atualmente ele compete no peso-meio-pesado do Ultimate Fighting Championship. Ele foi finalista do The Ultimate Fighter 7. 

## Carreira no MMA

### The Ultimate Fighter
Dollaway apareceu na sétima temporada do reality show The Ultimate Fighter. Ele ganhou um lugar na casa quando venceu David Baggett por nocaute técnico. Rampage Jackson venceu no cara ou coroa e decidiu pegar escolher o lutador, Dollaway. Dollaway não teve sua primeira luta até a última luta preliminar, indo contra Nick Klein. Dollaway derrotou Klein com uma guilhotina no segundo round. Dollaway então enfrentou Cale Yarbrough nas quartas de final. Dollaway venceu a luta por nocaute Técnico no primeiro round. Próximo adversário de Dollaway foi o futuro vencedor Amir Sadollah, Sadollah venceu com uma chave de braço no terceiro round. Depois de Jesse Taylor foi forçado a se retirar do reality, Dana White precisava de alguém para enfrentar Sadollah na final. Dollaway e Tim Credeur lutaram pela chance de enfrentar Dollaway na final. Depois de três rounds, Dollaway venceu por decisão unânime. Sadollah derrotou Dollaway pela segunda vez com uma chave de braço e venceu o reality.

### Ultimate Fighting Championship
Dando seguimento a sua derrota na final do TUF, onde foi vice-campeão, foi oferecido uma luta contra Jesse Taylor no UFC Fight Night: Silva vs. Irvin onde venceu por finalização com uma gravata peruana no primeiro round. Esta foi a primeira vez na história do UFC que esta finalização foi utilizada com sucesso e rendeu a Dollaway o prêmio de Finalização da Noite.
No UFC 92, Dollaway voltou à ação, contra Mike Massenzio, um lutador que ele tinha anteriormente derrotado em sua carreira Junior College wrestling. Dollaway derrotou Massenzio por nocaute técnico no primeiro round. Depois de ter sido atordoado por um soco de Massenzio e quase ser pego em uma guilhotina, Dollaway garantiu posição superior, voltou a dominar Massenzio e bateu seu adversário com socos até que o árbitro interrompeu a luta.
Dollaway teve sua quarta luta no UFC contra Tom Lawlor no card preliminar do UFC 100. No início da luta, Dollaway foi rapidamente envolvido em uma guilhotina. Lawlor apertou firme, e momentos depois Lawlor olhou para o árbitro afirmando Dollaway havia perdido a consciência, terminando a luta no primeiro round.
Dollaway estava programado para lutar contra Dan Miller em 16 de setembro de 2009, no UFC Fight Night 19. Porém, Miller tem uma infecção e teve que se retirar da luta. O estreante Jay Silva foi seu substituto. Dollaway dominou Silva por três rounds, vencendo por decisão unânime.
Dollaway enfrentou em seguida Goran Reljic em 21 de fevereiro de 2010, no UFC 110. Dollaway conseguiu vencer por decisão unânime.
Dollaway enfrentou Joe Doerksen em 25 de setembro de 2010, no UFC 119. Dollaway derrotou Doerksen por finalização no primeiro round. Sua performance rendeu o prêmio de Finalização da Noite.
Dollaway enfrentou Mark Muñoz em 3 março de 2011, no UFC Live: Sanchez vs. Kampmann e perdeu por nocaute no primeiro round, esse foi a primeira vez que Dollaway sofreu um nocaute.
Dollaway foi derrotado por Jared Hamman em 14 de agosto de 2011 no UFC on Versus 5 por nocaute técnico no segundo round.
Dollaway enfrentou Jason Miller em 26 de maio de 2012, no UFC 146. Ele resistiu à pressão de Miller, no início de cada rodada e usou seu wrestling e ground and pound para controlar a parte final dos rounds e venceu decisão unânime.
Dollaway enfrentou Daniel Sarafian em 19 de janeiro de 2013 no UFC on FX: Belfort vs. Bisping e venceu por uma decisão dividida muito contestada pelos torcedores no local. A performance de ambos lutadores rendeu o prêmio de Luta da Noite.
Dollaway era esperado para enfrentar o vencedor do The Ultimate Fighter: Brasil, Cézar Ferreira em 18 de maio de 2013 no UFC on FX: Belfort vs. Rockhold. Porém sofreu uma lesão e foi substituído por Chris Camozzi.
Dolloway é esperado para enfrentar Tim Boetsch em 19 de outubro de 2013 no UFC 166, substituindo o lesionado Luke Rockhold. Ele perdeu por decisão dividida, em uma decisão polêmica.
Dollaway enfrentou o vencedor do TUF Brasil Cézar Ferreira, em 22 de março de 2014 no UFC Fight Night: Shogun vs. Henderson II. Ele venceu por nocaute técnico em menos de um minuto de luta.
Ele derrotou Francis Carmont em 31 de maio de 2014 no UFC Fight Night: Muñoz vs. Mousasi após dominar o francês durante os três rounds.
Dollaway fez o evento principal do UFC Fight Night: Machida vs. Dollaway em 20 de dezembro de 2014 contra o ex-campeão meio pesado e ex-desafiante dos médios Lyoto Machida. Ele foi derrotado por nocaute técnico com pouco mais de um minuto de luta.
Dollaway enfrentou o veterano inglês Michael Bisping em 25 de Abril de 2015 no UFC 186. Ele foi derrotado por decisão unânime.
Dollaway enfrentou ex-desafiante Nate Marquardt em 19 de Dezembro de 2015 no UFC on Fox: dos Anjos vs. Cerrone II e foi derrotado por nocaute no segundo round.

## Cartel no MMA
| Cartel no MMA       |             |            |
| 26 lutas            | 17 vitórias | 9 derrotas |
| Por nocaute         | 6           | 5          |
| Por finalização     | 3           | 2          |
| Por decisão         | 7           | 2          |
| Por desqualificação | 1           | 0          |

| Res.    | Cartel | Oponente           | Método                                   | Evento                                   | Data       | Round | Tempo | Local                   | Notas |
| ------- | ------ | ------------------ | ---------------------------------------- | ---------------------------------------- | ---------- | ----- | ----- | ----------------------- | --- |
| Derrota | 17-9   | Khalid Murtazaliev | Nocaute Técnico (interrupção do árbitro) | UFC Fight Night: Hunt vs. Oliynyk        | 15/09/2018 | 2     | 5:00  | Moscovo                 | |
| Vitória | 17-8   | Hector Lombard     | Desqualificação (socos ilegais)          | UFC 222: Cyborg vs. Kunitskaya           | 03/03/2018 | 1     | 5:00  | Las Vegas, Nevada       | Retorno aos Médios; Lombard atingiu Dollaway com 2 socos após o sino para o final do round ter tocado e foi desqualificado. |
| Vitória | 16-8   | Ed Herman          | Decisão (unânime)                        | The Ultimate Fighter: Redemption Finale  | 07/07/2017 | 3     | 5:00  | Las Vegas, Nevada       | Estreia nos meio-pesados |
| Derrota | 15-8   | Nate Marquardt     | Nocaute (soco)                           | UFC on Fox: dos Anjos vs. Cerrone II     | 19/12/2015 | 2     | 0:28  | Orlando, Florida        | |
| Derrota | 15-7   | Michael Bisping    | Decisão (unânime)                        | UFC 186: Johnson vs. Horiguchi           | 25/04/2015 | 3     | 5:00  | Montreal, Quebec        | |
| Derrota | 15-6   | Lyoto Machida      | Nocaute Técnico (chute no corpo e socos) | UFC Fight Night: Machida vs. Dollaway    | 20/12/2014 | 1     | 1:02  | Barueri                 | |
| Vitória | 15-5   | Francis Carmont    | Decisão (unânime)                        | UFC Fight Night: Muñoz vs. Mousasi       | 31/05/2014 | 3     | 5:00  | Berlim                  | Performance da Noite. |
| Vitória | 14-5   | Cézar Ferreira     | Nocaute Técnico (socos)                  | UFC Fight Night: Shogun vs. Henderson II | 23/03/2014 | 1     | 0:39  | Natal                   | |
| Derrota | 13-5   | Tim Boetsch        | Decisão (dividida)                       | UFC 166: Velasquez vs. dos Santos III    | 19/10/2013 | 3     | 5:00  | Houston, Texas          | |
| Vitória | 13–4   | Daniel Sarafian    | Decisão (dividida)                       | UFC on FX: Belfort vs. Bisping           | 19/01/2013 | 3     | 5:00  | São Paulo               | Luta da Noite. |
| Vitória | 12–4   | Jason Miller       | Decisão (unânime)                        | UFC 146: dos Santos vs. Mir              | 26/05/2012 | 3     | 5:00  | Las Vegas, Nevada       | |
| Derrota | 11–4   | Jared Hamman       | Nocaute Técnico (socos)                  | UFC Live: Hardy vs. Lytle                | 14/08/2011 | 2     | 3:38  | Milwaukee, Wisconsin    | |
| Derrota | 11–3   | Mark Muñoz         | Nocaute (socos)                          | UFC Live: Sanchez vs. Kampmann           | 03/03/2011 | 1     | 0:54  | Louisville, Kentucky    | |
| Vitória | 11–2   | Joe Doerksen       | Finalização (guilhotina)                 | UFC 119: Mir vs. Cro Cop                 | 25/09/2010 | 1     | 2:13  | Indianapolis, Indiana   | Finalização da Noite |
| Vitória | 10–2   | Goran Reljić       | Decisão (unânime)                        | UFC 110: Nogueira vs. Velasquez          | 21/02/2010 | 3     | 5:00  | Sydney                  | |
| Vitória | 9–2    | Jay Silva          | Decisão (unânime)                        | UFC Fight Night: Diaz vs. Guillard       | 16/09/2009 | 3     | 5:00  | Oklahoma City, Oklahoma | |
| Derrota | 8–2    | Tom Lawlor         | Finalização Técnica (guilhotina)         | UFC 100: Making History                  | 11/07/2009 | 1     | 0:55  | Las Vegas, Nevada       | |
| Vitória | 8–1    | Mike Massenzio     | Nocaute Técnico (socos)                  | UFC 92: The Ultimate 2008                | 27/12/2008 | 1     | 3:01  | Las Vegas, Nevada       | |
| Vitória | 7–1    | Jesse Taylor       | Finalização (gravata peruana)            | UFC Fight Night: Silva vs. Irvin         | 19/07/2008 | 1     | 3:58  | Las Vegas, Nevada       | Finalização da Noite |
| Derrota | 6–1    | Amir Sadollah      | Finalização (chave de braço)             | The Ultimate Fighter 7 Finale            | 21/06/2008 | 1     | 3:02  | Las Vegas, Nevada       | Perdeu o The Ultimate Fighter 7                                                                                             |
| Vitória | 6–0    | Bill Smallwood     | Finalização (mata-leão)                  | SE: Vale Tudo                            | 27/10/2007 | 1     | N/A   | México                  | |
| Vitória | 5–0    | Hans Marrero       | Nocaute Técnico (joelhada e socos)       | HDNet Fights 1                           | 13/10/2007 | 1     | 1:07  | Dallas, Texas           | |
| Vitória | 4–0    | Joe Bunch          | Nocaute Técnico (socos)                  | IFO: Wiuff vs. Salmon                    | 01/09/2007 | 2     | 4:31  | Las Vegas, Nevada       | |
| Vitória | 3–0    | George Hartman     | Decisão (unânime)                        | Rage in the Cage 94                      | 28/04/2007 | 3     | 3:00  | Phoenix, Arizona        | |
| Vitória | 2–0    | Levi LaLonde       | Nocaute Técnico (socos)                  | WFC: Desert Storm                        | 31/03/2007 | 1     | 2:40  | Camp Verde, Arizona     | |
| Vitória | 1–0    | Chuck Pablo        | Nocaute Técnico (slam)                   | Cage Fighting Federation                 | 10/11/2006 | N/A   | N/A   | Albuquerque, New Mexico | |